# ウィリアム・モリス・ハント
ウィリアム・モリス・ハント（William Morris Hunt、1824年3月31日 - 1879年9月8日）はアメリカ合衆国の画家である。19世紀半ばのボストンを代表する画家である。

## 略歴
バーモント州のブラトルボロで生まれた。ハント家はバーモント開拓の先駆者の子孫で、最大の地主である家柄である。母親もコネチカットの名家の娘である。弟に建築家となった、リチャード・モリス・ハント（Richard Morris Hunt）がいる。父親は1832年に没するが、母親は子供たちに芸術的な教育を受けさせるために、ヨーロッパへ子供たちと移った。スイス、南フランス、ローマなどを訪れ、1844年から1845年の間、デュッセルドルフ美術アカデミーで学び、パリで、歴史画家、トマ・クチュールから絵を学んだ。フランスでは芸術家の集まったバルビゾン村で暮らし、バルビゾン派の画家、特にジャン＝フランソワ・ミレーに影響を受けた。1855年にアメリカに帰国した。
アメリカに戻った後、ロードス島などで暮らすが最終的にボストンに住み、美術学校で教え、また人気のある肖像画家として働いた。ハントはボストンの上流階級の人々を教え、教えた人物には、エレン・デイ・ヘールやウォルター・ゲイらがいる。哲学者のウィリアム・ジェームズもハントから絵を学んだが、半年余りで断念した。

## 作品
- The Bathers (1877)
- 「ウィリアム・モリス・ハントの息子、モリス・ハントの肖像」(1857)
- 「ナイアガラの滝」(1878)
- The Drummer Boy(c.1862)
- Wheaton Theodore King (1865)
- Girl at the Fountain (1852–1854)
- Family Group (1861)